# 女朋友

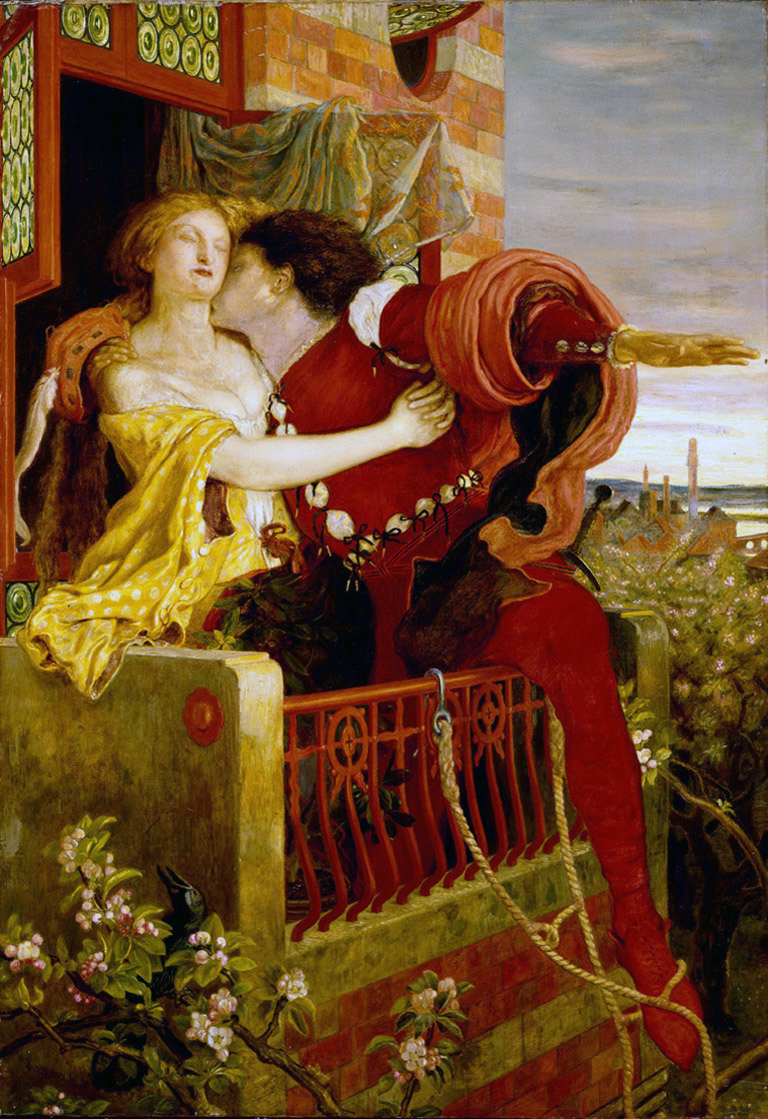
朱丽叶是罗密欧的女朋友

女朋友通常是指一个有戀愛關係的女性伴侣，这种关系可能是柏拉图式的、浪漫的或者仅满足性的。此名詞可以用於異性戀、女同性戀或雙性戀者上。一些其他的名词如情人、女伴，则更常用于长期交往的关系。而相對用於男性的名詞則為男朋友。友情深厚而沒有戀愛關係只以朋友相稱者，往往稱為閨密、姊妹。

## 范围

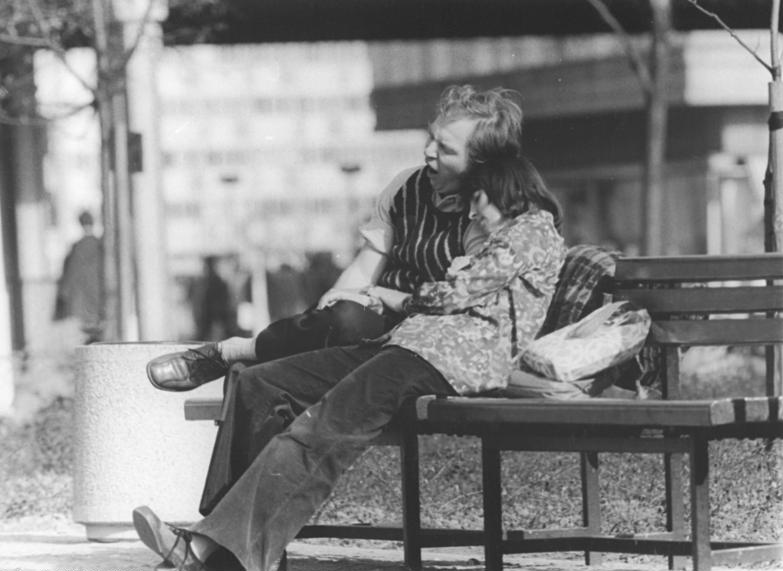
1975年3月在亚历山大广场的一对情侣

这种关系中的搭档常稱為“重要的另一半”或简单的“伴侣”，特别是此人若為同居关系時。
“情人”或者“伴侣”对不同的人意义是不同的，称谓之间的差别是主观的。该称谓如何使用最终是由个人偏好所决定。
2005年，对115名21至35岁的人进行了一项研究，他们与美妙的伴侣在一起生活或者住在一起。该研究指出，如果缺乏适当的理由往往会导致尴尬的场面，例如有人会因为在社交场合下介绍另一位而回避这个问题。

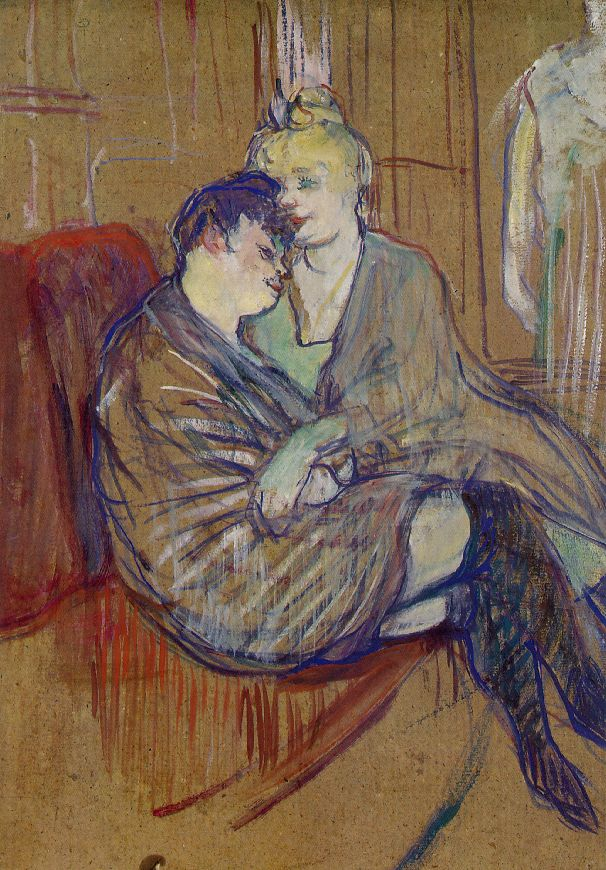
一对女同性戀戀人

这个词语的含义在“女性朋友”和“女朋友”之间存在歧义。两者之间的过渡是青少年之间感情发展的重要阶段。
“女性朋友”和“女朋友”，虽然一字之差，但在不同的人看来，其意义不同。例如，一个女性，如果并非性爱关系、并非浪漫的情景下，使用“女朋友”一词时，通常会使用“女性朋友”来避免不必要的尴尬；然而，这不是绝对的。在一些场景下，“女朋友”是一种非常亲密的好朋友，并不涉及性，除非一个是同性恋或双性恋的女性的情况下。“女朋友”这个词汇也用于LGBT领域，它可以指任何一种性别或性伴侣。
“女朋友”一词并不一定涉及性关系，而是常用来指一个正在与男性约会的女性，她不一定参与，也无法表示她与他是否真的发生过性关系。基于对于性爱的不同追求，“约会”一词更好地表达了浪漫的关系，而只使用“朋友”一词，则可以避免暗示这种亲密的关系。它基本上等同于“甜心”，或者其他更亲密的词汇。

## 词源
英文“女朋友”（girlfriend）一词，在1863年首次用于“年轻的女性朋友”；从1922年开始，女朋友一词习惯上表示男人的情侣。
“约会”一词是从咆哮的二十年代开始，才进入英语当中。此前求爱是家庭和社区所关心的问题。 从内战开始，求婚才成为夫妻的私事。
中国古代也没有“女朋友”这个词汇，古时，文人会以“佳人”、“伊人”来表示。

## 相关词汇
“情妇”一词，常常被用作与已婚男子发生婚外情的女性，其最初则是“先生”或“男人”的对应词。
“夫人”（女士、小姐）一词，仍然是一种尊重的称谓，但从18世纪以来开始具有性的内涵，自20世纪以来开始代指妓院的老板。
针对女性的一些昵称，在不需要浪漫的情景下，可以用“亲爱的”、“甜心宝贝”、“爱人”等。
常使用互联网语言的用户经常将“女朋友”缩写为“GF”。
此外，在不区分性别的场景下其他词语也适用，如:恋人、爱人、情人、宝贝、约会对象、守护者、倾慕者、真爱、伴侣、厮守终生、执子之手与子偕老（但这里显然属于误用，原文见《诗经》，是形容战场之上同袍之谊的）。

## 女性伴侣的区别
这是一个类似但并非相同概念的更为模糊的“女朋友”——女性性别的伴侣，其可能不如女朋友，但可能不仅仅是普通朋友。也就是说，这种关系不会是柏拉图式的，也不一定具有排他性，不一定认真，没有承诺或不是长期的关系。这个词避免了将某个女人称作“情妇”或“情人”，这些具有明显性暗示的词汇。
例如，一些小报的头条通常会注意到一个知名人士被看到有了一个新的“女性伴侣”。“纽约时报”的报道风格不鼓励使用“女朋友”这一词汇，用来称呼一个成年人的伴侣，他们表示：“伴侣是同性恋或异性恋的未婚伴侣的合适词汇”。